# Johan Olof Edström

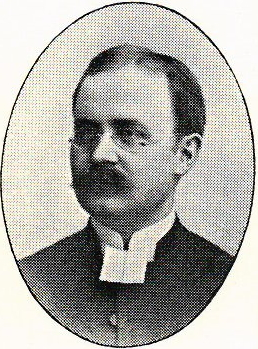
Johan Olof Edström

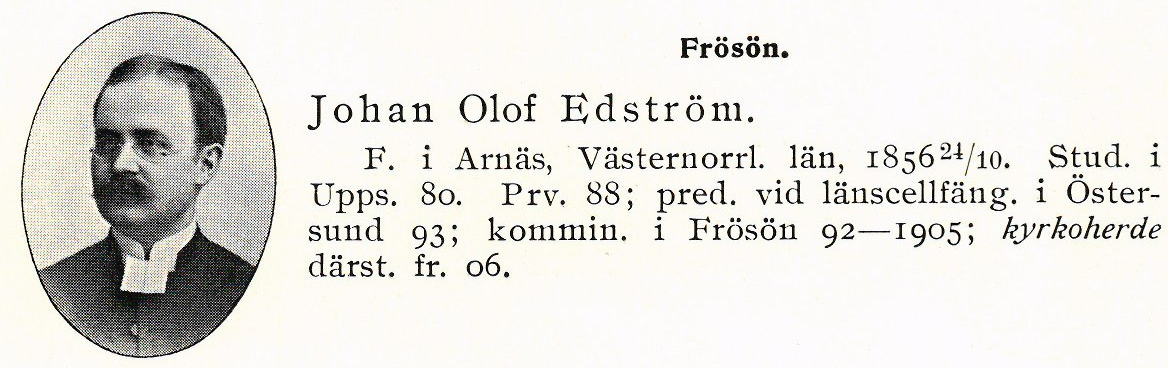

Johan Olof Edström, född 24 oktober 1856, död 5 maj 1921 i Frösö, Jämtland, Sverige. Han var kyrkoherde i Frösö församling samt far till Gunnar Edström, Gösta Edström och Kjell Edström.